# Sveti Petar (Cres)
Sveti Petar (olaszul: San Pietro) falu Horvátországban Tengermellék-Hegyvidék megyében. Közigazgatásilag Creshez tartozik.

## Fekvése
Cres szigetének északi, Tramuntanának nevezett részén, Cres városától 16 km-re északra, a sziget keteli partján egy 245 méteres magaslaton, tengertől légvonalban mintegy 500 méterre fekszik.

## Története
A Tramuntana egyik legrégibb települése. A sziget többi részével együtt 1822-től osztrák uralom alatt állt, majd 1867 és 1918 között az Osztrák–Magyar Monarchia része volt. 1880-ban 127, 1910-ben 143 lakosa volt. Az Osztrák-Magyar Monarchia bukását rövid olasz uralom követte, majd a település a Szerb–Horvát–Szlovén Királyság része lett. A második világháború idején olasz csapatok szállták meg. A háborút követően újra Jugoszláviához került. 1991-ben az önálló horvát állam része lett. 2011-ben 13 lakosa volt.

## Lakosság
| Lakosság változása | Lakosság változása | Lakosság változása | Lakosság változása | Lakosság változása | Lakosság változása | Lakosság változása | Lakosság változása | Lakosság változása | Lakosság változása | Lakosság változása | Lakosság változása | Lakosság változása | Lakosság változása | Lakosság változása | Lakosság változása |
| ------------------ | ------------------ | ------------------ | ------------------ | ------------------ | ------------------ | ------------------ | ------------------ | ------------------ | ------------------ | ------------------ | ------------------ | ------------------ | ------------------ | ------------------ | ------------------ |
| 1857               | 1869               | 1880               | 1890               | 1900               | 1910               | 1921               | 1931               | 1948               | 1953               | 1961               | 1971               | 1981               | 1991               | 2001               | 2011               |
| 0                  | 0                  | 127                | 120                | 139                | 143                | 0                  | 0                  | 120                | 52                 | 41                 | 30                 | 21                 | 7                  | 11                 | 13                 |

## Nevezetességei
- A falu északi szélén áll Szent Péter apostol tiszteletére szentelt temploma középkori eredetű egyhajós épület félköríves apszissal. A múltban eléggé gyenge minőségben újították fel és ma is felújításra szorul.
- 450 éves tölgyfája.
- A településtől délre fekvő 639 méteres Sis nevű magaslaton őskori erődített település maradványai találhatók. A település kúpos-ellipszis alakú, északnyugat-délkeleti irányú volt, és az akropolisz típusú települések csoportjába tartozik. A domb erődítményrendszere több ovális és hosszúkás sáncgyűrűből épült szárazon rakott faltechnikával. A felső részen az akropolisz, az alsó lejtőkön település területe volt, a bejárat pedig a település északkeleti oldalán volt kialakítva. Településnek védelmi és felderítő jellege volt és ellenőrizte Kvarner és Kvarnerić tágabb területén, és a Cres-sziget körüli tengeri átjárók forgalmát.[4]